# Rue Gambetta (Nancy)
Pour les articles homonymes, voir Rue Gambetta.
La rue Gambetta est une voie de la commune française de Nancy, au sein du département de Meurthe-et-Moselle, en région Lorraine.

## Situation et accès
La rue Gambetta, d'une direction générale nord-est - sud-ouest, est placée au sein de la Ville-neuve, et appartient administrativement au quartier Charles III - Centre Ville.
Elle relie la rue de la Visitation à l'angle sud-ouest de la place Stanislas, au croisement de l'extrémité septentrionale de la rue des Dominicains. La voie croise la rue des Carmes et la rue Saint-Dizier, elle est prolongée en direction du sud-ouest par la rue Henri-Poincaré, en direction de la gare.

## Origine du nom
Elle doit son nom actuel à Léon Gambetta (1838-1882), homme politique, membre du gouvernement de la défense nationale en 1870, président du Conseil.

## Historique
Cette rue est l'ancienne « rue de la Poissonnerie », dite autrefois « rue Saint-Jean » et « rue des Minimes », qui allait jadis jusqu'à la place d'Alliance et qui avait pris ce vocable en raison du voisinage de l'ancien marché aux poissons, qui était établi aux numéros 1 et 1 bis de la rue Saint-Dizier, en 1731.
Un arrêté municipal du 4 janvier 1883, a donné à cette rue le nom de « rue Gambetta ».